# Citizen Fish
Citizen Fish is een Britse punkband opgericht in 1990 in Bath, Engeland. Hoewel de formatie van Citizen Fish voor een deel bestaat uit leden van de andere Britse punkband Subhumans, zijn de teksten van de band lang niet zo politiek en nihilistisch. In plaats daarvan gaan de teksten van Citizen Fish vooral over sociale onderwerpen zoals relaties en vervreemding.

## Geschiedenis
De band werd opgericht in Bath, Engeland door Dick Lucas (zang/teksten), Jasper (basgitaar), Trotsky (drums) en Larry (gitaar). Jasper en Dick hadden eerder samen gespeeld in Culture Shock. Nadat het debuutalbum Free Souls in a Trapped Environment (1990) werd uitgegeven verliet Larry de band en werd vervangen door Phil, die al samen met Dick en Trotsky eerder lid was geweest van Subhumans. In juli 2006 verving Silas (voorheen lid van Cooper S samen met Jasper) Trotsky op drums. De maand daarop, na vijf jaar lang niet actief geweest te zijn, ging de band de studio weer in om nummers op te nemen voor een splitalbum met de Amerikaanse punkband Leftöver Crack. Het negende en laatste studioalbum van Citizen Fish is getiteld Goods en werd uitgegeven in 2011. Na deze uitgave werden er nog twee ep's uitgegeven, namelijk Dancing on Spikes (2012) en Manmade (2015).

## Discografie
Studioalbums
- Free Souls in a Trapped Environment (Bluurg Records, 1990)
- Sink or Swim (Bluurg Tapes, 1990)
- Wider Than a Postcard (Bluurg Records, 1992)
- Flinch (Bluurg Records, 1993)
- Millennia Madness (Selected Notes From The Late 20th Century) (Bluurg Records/Lookout! Records, 1995)
- Thirst (Lookout! Records, 1996)
- Active Ingredients (Lookout! Records, 1998)
- Life Size (Honest Don's, 2001)
- Goods (Alternative Tentacles, 2011)

Overige albums
- Live Fish (Bluurg Records, 1992, livealbum)
- Psychological Background Reports (Bluurg Records, 1996, verzamelalbum)
- What Time We On? (Bluurg Records, 2006, livealbum)
- Deadline (Alternative Tentacles, 2007, splitalbum met Leftöver Crack)